# Bahijja Muhtasin
Bahijja Muhtasin, Bahia Mouhtassine (arab. بهية محتسن; ur. 23 sierpnia 1979 w Al-Muhammadijji) – marokańska tenisistka.
Starty w zawodowych turniejach rozpoczęła w maju 1995 roku, jako reprezentantka swojego kraju w rozgrywkach Pucharu Federacji. W następnym roku kilka razy brała udział w turniejach rangi ITF, ale w grze pojedynczej dochodziła co najwyżej do drugiej rundy, natomiast w grze podwójnej wygrała turniej w Rabacie. Pierwszy turniej singlowy wygrała rok później, też w Rabacie. W sumie, w czasie swojej kariery wygrała jedenaście turniejów singlowych i dziewięć deblowych rangi ITF.
W kwietniu 1999 roku wygrała kwalifikacje do turnieju WTA w Kairze i po raz pierwszy zagrała w turnieju głównym. Udział zakończyła na pierwszej rundzie, przegrywając z Anną Smasznową. W tym samym roku grała jeszcze kwalifikacje do turniejów WTA, łącznie z kwalifikacjami do wielkoszlemowego US Open, ale nie udało jej się awansować do fazy głównej. Podobnie skończyły się jej próby w następnym roku, jak i w 2001. Przełom nastąpił w 2002 roku, kiedy to tenisistka wygrała kwalifikacje do Australian Open, pokonując między innymi, Klarę Koukalovą i Akiko Morigami. W pierwszej rundzie turnieju głównego trafiła na Hiszpankę Anabel Medinę Garrigues i po trzysetowym pojedynku przegrała 2:6, 6:4, 1:6. W 2003 roku ponownie zwycięsko przeszła przez kwalifikacje, tym razem do Roland Garros, pozostawiając w pokonanym polu takie zawodniczki jak: Adriana Serra Zanetti, Roberta Vinci i Zheng Jie. W turnieju głównym gładko przegrała z Czeszką Zuzaną Ondráškovą. Były to jej największe osiągnięcia w rozgrywkach Wielkiego Szlema i chociaż nie były to jakieś spektakularne sukcesy, to tenisistka i tak pozostaje pierwszą i jedyną jak dotąd zawodniczką marokańską, której udało się wystąpić w turnieju głównym takich rozgrywek.
Tenisistka jest także zdobywczynią, jako reprezentantka kraju, sześciu złotych medali na Igrzyskach Krajów Arabskich w 1997 i 2004 roku oraz złotego medalu na Igrzyskach śródziemnomorskich w 2001 roku.
Karierę swoją zakończyła w 2007 roku po tym, jak przegrała w pierwszej rundzie z Vanią King na turnieju Grand Prix de SAR La Princesse Lalla Meryem w marokańskim Fezie.

## Wygrane turnieje rangi ITF
| turnieje z pulą nagród 100 000 $ |
| turnieje z pulą nagród 75 000 $  |
| turnieje z pulą nagród 50 000 $  |
| turnieje z pulą nagród 25 000 $  |
| turnieje z pulą nagród 15 000 $  |
| turnieje z pulą nagród 10 000 $  |

### Gra pojedyncza
|     | Data       | Turniej    | Kat. | ($)    | Naw.   | Finalistka                | Wynik         |
| 1.  | 03/08/1997 | Rabat      | ITF  | 10 000 | ziemna | Julia Carballal-Fernandez | 6:2, 6:0      |
| 2.  | 26/10/1997 | Ceuta      | ITF  | 10 000 | twarda | Ana Salas-Lozano          | 6:2, 2:6, 7:5 |
| 3.  | 17/05/1998 | Tortosa    | ITF  | 10 000 | ziemna | Patricia Aznar            | 7:6, 6:2      |
| 4.  | 26/07/1998 | Rabat      | ITF  | 10 000 | ziemna | Nina Schwarz              | 5:7, 6:1, 6:1 |
| 5.  | 06/12/1998 | Ajn Suchna | ITF  | 10 000 | ziemna | Nino Louarsabishvili      | 3:6, 6:3, 6:2 |
| 6.  | 07/11/1999 | Kair       | ITF  | 10 000 | ziemna | Sandra Martinović         | 1:6, 6:4, 6:0 |
| 7.  | 30/04/2000 | Talence    | ITF  | 10 000 | twarda | Anne-Laure Heitz          | 7:6, 7:6      |
| 8.  | 11/11/2001 | Kair       | ITF  | 25 000 | ziemna | Gabriela Volekova         | 1:6, 6:3, 7:5 |
| 9.  | 03/04/2004 | Rabat      | ITF  | 10 000 | ziemna | Sania Mirza               | 6:2, 7:5      |
| 10. | 18/04/2004 | Biarritz   | ITF  | 25 000 | ziemna | Laura Pous Tió            | 6:4, 7:6      |
| 11. | 05/09/2004 | Mestre     | ITF  | 25 000 | ziemna | Michelle Gerards          | 6:1, 6:0      |